# Frances Howard
Frances Howard, Countess of Kildare, död 1628, var en engelsk hovfunktionär. 
Hon var hovdam som lady of the Privy Chamber till Englands drottning Elisabet I av England 1589–1603, och guvernant till Elisabet Stuart under 1603. 
Hon deltog i politiken då hon upprätthöll en politiskt känslig korrespondens med Jakob I före Elisabet I:s död 1603. 